# Grand Prix-wegrace van Spanje 1972
De Grand Prix-wegrace van Spanje 1972 was de dertiende en afsluitende race van het wereldkampioenschap wegrace voor motorfietsen in het seizoen 1972. De races werden verreden op 23 september 1972 op het Circuito de Montjuïc, een stratencircuit in de wijk Sants-Montjuïc in Barcelona. Al sinds 1970 sloot de Spaanse GP het seizoen af, waardoor er nauwelijks spanning was omdat de meeste wereldtitels al vergeven waren.
Voor het Spaanse publiek waren de lichte klassen nog wel interessant: beide wereldtitels (50- en 125 cc) waren nog niet beslist en bovendien kon landgenoot Ángel Nieto in beide klassen wereldkampioen worden. Uiteindelijk won Ángel Nieto twee wereldtitels op één dag.

## Algemeen
De Grand Prix-kalender van 1972 grensde aan het onmogelijke. Veel GP's lagen slechts een week uit elkaar. Hoewel duur betaalde fabriekscoureurs het vliegtuig konden nemen, moesten hun motorfietsen en monteurs binnen een week over de weg van het ene naar het andere circuit reizen, intussen ook nog reparaties en verbeteringen uitvoerend. Dat kostte mogelijk de wereldtitel aan Jan de Vries, die zijn snelste motor in Joegoslavië opblies, maar zijn team had geen tijd om die tussen de wedstrijden te repareren. Tussen de laatste twee GP's, Finland en Spanje, lagen weer zeven weken.
Een aantal coureurs kozen ervoor niet naar Spanje te reizen. Bijna alle wereldkampioenen waren al bekend en vaak kon men meer lucratieve internationale races met hogere startgelden rijden. Het team van MV Agusta (met Giacomo Agostini, Phil Read en Alberto Pagani) kwam niet naar Spanje. Agostini was al wereldkampioen 350- en 500 cc. Ook de 250cc-kampioen Jarno Saarinen verscheen niet.

## 500 cc
Zonder de MV Agusta's, die niet naar Barcelona waren afgereisd, konden de tweetaktrijders de Spaanse Grand Prix onder elkaar uitvechten. Bruno Kneubühler, die de 350cc-race al gewonnen had, nam opnieuw de leiding, maar toen zijn 354cc-Yamaha slechter begon te lopen gingen Jack Findlay, Dave Simmonds en Chas Mortimer hem voorbij. Simmonds bleef tot halverwege de race op kop rijden, maar eindigde als tweede achter Chas Mortimer, terwijl Findlay derde werd.

### Uitslag 500 cc
| Pos | Coureur              | Merk        | Tijd          | Punten |
| --- | -------------------- | ----------- | ------------- | ------ |
| 1   | Chas Mortimer        | Yamaha      | 1h 06' 47" 24 | 15     |
| 2   | Dave Simmonds        | Kawasaki    | +6" 36        | 12     |
| 3   | Jack Findlay         | JADA-Suzuki | +51" 46       | 10     |
| 4   | Bruno Kneubühler     | Yamaha      | +1' 30" 57    | 8      |
| 5   | Sven-Olof Gunnarsson | Kawasaki    | +1' 48" 03    | 6      |
| 6   | Billie Nelson        | Yamaha      | +1' 48" 94    | 5      |
| 7   | Piet van der Wal     | Kawasaki    | +2 ronden     | 4      |
| 8   | Getulio Marcaccini   | Aermacchi   | +2 ronden     | 3      |
| 9   | Kurt-Ivan Carlsson   | Yamaha      | +2 ronden     | 2      |
| 10  | Maurice Hawthorne    | Kawasaki    | +3 ronden     | 1      |
| 11  | Ted Janssen          | Suzuki      | +4 ronden     |        |
| DNS | Giacomo Agostini     | MV Agusta   |               |        |
| DNS | Alberto Pagani       | MV Agusta   |               |        |
| DNF | Giuseppe Mandolini   | Aermacchi   |               |        |
| DNF | Gyula Marsovszky     | Linto       |               |        |
| DNF | Alex George          | Kawasaki    |               |        |
| DNF | Derek Lee            | Suzuki      |               |        |
| DNF | Roberto Gallina      | Paton       |               |        |
| DNF | Horst Dzierzawa      | Yamaha      |               |        |
| DNF | Lewis Young          | Honda       |               |        |
| DNF | Bo Granath           | Husqvarna   |               |        |
| DNF | André Pogolotti      | Suzuki      |               |        |

## 350 cc
MV Agusta verscheen niet in Barcelona, evenmin als Jarno Saarinen, maar in de eerste ronden was er een spannende strijd om de eerste plaats. Die was aanvankelijk voor Barry Sheene, maar Teuvo Länsivuori nam voordat hij uitviel ook even de koppositie over. Daarna nam Renzo Pasolini de leiding, maar die werd weer gepasseerd door Bruno Kneubühler. Die won de race uiteindelijk, nadat Sheene met technische problemen was uitgevallen. Pasolini werd tweede en János Drapál werd derde.

### Uitslag 350 cc
| Pos | Coureur            | Merk          | Tijd          | Punten |
| --- | ------------------ | ------------- | ------------- | ------ |
| 1   | Bruno Kneubühler   | Yamaha        | 1h 16' 07" 44 | 15     |
| 2   | Renzo Pasolini     | Aermacchi     | +42" 35       | 12     |
| 3   | János Drapál       | Yamaha        | +1' 50" 01    | 10     |
| 4   | Edu Celso-Santos   | Yamaha        | +1 ronde      | 8      |
| 5   | Kurt-Ivan Carlsson | Yamaha        | +1 ronde      | 6      |
| 6   | Billie Nelson      | Yamaha        | +1 ronde      | 5      |
| 7   | Werner Pfirter     | Yamaha        | +2 ronden     | 4      |
| 8   | László Szabó       | Yamaha        | +3 ronden     | 3      |
| 9   | Walter Sommer      | Mitsui Yamaha | +3 ronden     | 2      |
| 10  | Horst Dzierzawa    | Yamaha        | +7 ronden     | 1      |
| 11  | Maurice Hawthorne  | Yamaha        | +7 ronden     |        |
| DNS | Giacomo Agostini   | MV Agusta     |               |        |
| DNS | Alberto Pagani     | MV Agusta     |               |        |
| DNS | Phil Read          | MV Agusta     |               |        |
| DNS | Jarno Saarinen     | Yamaha        |               |        |
| DNF | Teuvo Länsivuori   | Yamaha        |               |        |
| DNF | Barry Sheene       | Yamaha        |               |        |

## 250 cc
In de 250cc-race startte Kent Andersson snel, en na een ronde had hij nog de leiding. Die werd hem afgenomen door Renzo Pasolini, en toen Andersson uitviel konden Teuvo Länsivuori en Barry Sheene de beide andere podiumplaatsen opeisen.

### Uitslag 250 cc
| Pos | Coureur            | Merk          | Tijd          | Punten |
| --- | ------------------ | ------------- | ------------- | ------ |
| 1   | Renzo Pasolini     | Aermacchi     | 1h 01' 57" 12 | 15     |
| 2   | Teuvo Länsivuori   | Yamaha        | +25" 77       | 12     |
| 3   | Barry Sheene       | Yamaha        | +32" 38       | 10     |
| 4   | Chas Mortimer      | Yamaha        | +1' 33" 56    | 8      |
| 5   | Werner Pfirter     | Yamaha        | +1 ronde      | 6      |
| 6   | Walter Sommer      | Mitsui Yamaha | +1 ronde      | 5      |
| 7   | Victor Palomo      | Yamaha        | +1 ronde      | 4      |
| 8   | Börje Jansson      | Yamaha        | +1 ronde      | 3      |
| 9   | Oronzo Memola      | Yamaha        | +1 ronde      | 2      |
| 10  | Olivier Chevallier | Yamaha        | +1 ronde      | 1      |
| 11  | Tapio Virtanen     | Yamaha        | +1 ronde      |        |
| 12  | Ingemar Larsson    | Yamaha        | +1 ronde      |        |
| 13  | Fosco Giansanti    | Yamaha        | +2 ronden     |        |
| 14  | Giovanni Proni     | Yamaha        | +2 ronden     |        |
| 15  | Bjorn Carlsson     | Maico         | +2 ronden     |        |
| 16  | Javier Bover       | Montesa       | +4 ronden     |        |
| DNS | Jarno Saarinen     | Yamaha        |               |        |
| DNS | Phil Read          | Yamaha        |               |        |
| DNF | Kent Andersson     | Yamaha        |               |        |

## 125 cc
In zijn thuis-GP reed Ángel Nieto geheel tegen zijn natuur in een tamelijk rustige race. Dat Kent Andersson op kop reed deerde hem niet: Chas Mortimer moest winnen om zijn netto resultaat te verbeteren, maar was slechts tweede. Aan de derde plaats had Nieto voldoende om de wereldtitel binnen te halen. Hij gaf alleen een beetje extra gas om Dave Simmonds af te schudden en met de derde plaats ook de wereldtitel te pakken.

### Uitslag 125 cc
| Pos | Coureur            | Merk        | Tijd       | Punten |
| --- | ------------------ | ----------- | ---------- | ------ |
| 1   | Kent Andersson     | Yamaha      | 52' 11" 80 | 15     |
| 2   | Chas Mortimer      | Yamaha      | +47" 64    | 12     |
| 3   | Ángel Nieto        | Derbi       | +1' 17" 33 | 10     |
| 4   | Dave Simmonds      | Kawasaki    | +1' 21" 92 | 8      |
| 5   | Börje Jansson      | Maico       | +3' 31" 6  | 6      |
| 6   | Benjamín Grau      | Derbi       | +1 ronde   | 5      |
| 7   | Cees van Dongen    | Yamaha      | +1 ronde   | 4      |
| 8   | Jos Schurgers      | Bridgestone | +1 ronde   | 3      |
| 9   | Matti Salonen      | Yamaha      | +2 ronden  | 2      |
| 10  | Leif Rosell        | Maico       | +2 ronden  | 1      |
| 11  | Bill Rae           | Maico       | +2 ronden  |        |
| 12  | Bjorn Carlsson     | Maico       | +3 ronden  |        |
| 13  | Gastón Biscia      | Bultaco     | +3 ronden  |        |
| 14  | Benjamin Laurent   | Yamaha      | +4 ronden  |        |
| 15  | Günter Schirnhofer | Maico       | +4 ronden  |        |

## 50 cc
Als Ángel Nieto de 50cc-race in Spanje zou winnen en de Jan de Vries tweede zou worden, zou de wereldtitel beslist moeten worden door de tijden van deze twee over het hele seizoen te vergelijken. Dat gebeurde ook. Hoewel het Van Veen-team nog niet onder de indruk was toen Nieto in de trainingen een seconde sneller was, bleek in de race dat Jan de Vries inderdaad een seconde per ronde moest toegeven. Nieto had in het seizoen al 6,8 seconden sneller gereden dan de Vries, maar voegde daar nog eens 14,5 seconden aan toe. Beiden hadden nu bruto 81 punten en netto (alleen de beste vijf resultaten) 69, maar Ángel Nieto was toch wereldkampioen. Voor Nieto was dit na de 125cc-klasse de tweede wereldtitel die hij op één dag won. Kent Andersson, die voor deze gelegenheid als ondersteunend rijder voor de Vries een Van Veen-Kreidler had gekregen, werd derde in de race.

### Uitslag 50 cc
| Pos | Coureur            | Merk              | Tijd       | Punten |
| --- | ------------------ | ----------------- | ---------- | ------ |
| 1   | Ángel Nieto        | Derbi             | 33' 09" 47 | 15     |
| 2   | Jan de Vries       | Van Veen-Kreidler | +14" 54    | 12     |
| 3   | Kent Andersson     | Van Veen-Kreidler | +39" 23    | 10     |
| 4   | Benjamín Grau      | Derbi             | +1' 24" 54 | 8      |
| 5   | Jan Bruins         | Van Veen-Kreidler | +1' 32" 73 | 6      |
| 6   | Theo Timmer        | Jamathi           | +1 ronde   | 5      |
| 7   | Otello Buscherini  | Malanca           | +1 ronde   | 4      |
| 8   | Leif Rosell        | Jamathi           | +1 ronde   | 3      |
| 9   | Cees van Dongen    | Roton             | +1 ronde   | 2      |
| 10  | Aldo Pero          | Villa             | +1 ronde   | 1      |
| 11  | Joaquín Galí       | Derbi             | +2 ronden  |        |
| 12  | Günter Schirnhofer | Maico             | +2 ronden  |        |
| 13  | Luigi Rinaudo      | Tomos             | +2 ronden  |        |

1950 · 1951 · 1952 · 1953 · 1954 · 1955 · 1957 · 1958 · 1959 · 1960 · 1961 · 1962 · 1963 · 1964 · 1965 · 1966 · 1967 · 1968 · 1969 · 1970 · 1971 · 1972 · 1973 · 1974 · 1975 · 1976 · 1977 · 1978 · 1979 · 1980 · 1981 · 1982 · 1983 · 1984 · 1985 · 1986 · 1987 · 1988 · 1989 · 1990 · 1991 · 1992 · 1993 · 1994 · 1995 · 1996 · 1997 · 1998 · 1999 · 2000 · 2001 · 2002 · 2003 · 2004 · 2005 · 2006 · 2007 · 2008 · 2009 · 2010 · 2011 · 2012 · 2013 · 2014 · 2015 · 2016 · 2017 · 2018 · 2019 · 2020 · 2021 · 2022 · 2023 · 2024 · 2025